# Point Rosee
Point Rosee (franska: Pointe Rosée) är en udde i provinsen Newfoundland och Labrador i Kanada. Den ligger på ön Newfoundlands sydvästra sida utanför Kanadas Atlantkust. 
Trakten är glest befolkad och närmaste stad är Channel-Port aux Basques. Arkeologiska utgrävningar pågick på platsen 2015–2016. Förhoppningen att hitta en andra vikingatida boplats i Nordamerika jämte L'Anse aux Meadows infriades dock inte.
Årsmedeltemperaturen i trakten är 2 °C. Den varmaste månaden är augusti, då medeltemperaturen är 17 °C, och den kallaste är februari, med −12 °C. Genomsnittlig årsnederbörd är 1 536 millimeter. Den regnigaste månaden är november, med i genomsnitt 198 mm nederbörd, och den torraste är juni, med 81 mm nederbörd.

### Fotnoter
1. ↑  Stormy Point hos GeoNames.Org (cc-by); post uppdaterad 2006-01-18; databasdump nerladdad 2015-12-29
2. ↑  ”NASA Earth Observations Data Set Index”. NASA. Arkiverad från originalet den 6 augusti 2013. https://web.archive.org/web/20130806035941/http://neo.sci.gsfc.nasa.gov/dataset_index.php. Läst 30 januari 2016.
3. ↑  ”NASA Earth Observations: Rainfall (1 month - TRMM)”. NASA/Tropical Rainfall Monitoring Mission. Arkiverad från originalet den 19 april 2019. https://web.archive.org/web/20190419091014/https://neo.sci.gsfc.nasa.gov/view.php?datasetId=TRMM_3B43M&year=2014. Läst 30 januari 2016.